# Sansui, Qiandongnan
Sansui är ett härad i Qiandongnan, en autonom prefektur för miao och dong-folken i Guizhou-provinsen i sydvästra Kina.
1. ↑  http://www.geohive.com/cntry/CN-52_ext.aspx